# Kosmos 2306
Kosmos 2306, ruski satelit za kalibriranje iz programa Kosmos. Vrste je Romb.
Lansiran je 2. ožujka 1995. godine u 13:00 s kozmodroma Pljesecka u Rusiji. Lansiran je u nisku orbitu oko planeta Zemlje raketom nosačem Kosmos-3M 11K65M. Orbita mu je bila 466 km u perigeju i 518 km u apogeju. Orbitna inklinacija bila mu je 65,85°. Spacetrackov kataloški broj je 23501. COSPARova oznaka je 1995-008-A. Zemlju je obilazio u 94,45 minuta. Pri lansiranju bio je mase 1000 kg. 
Ponovo se vratio u atmosferu 30. listopada 2000. godine.
Djelovi satelita su otpali. Prvome komadu satelita, vrste ESO, SS 1, orbita je bila 469 km u perigeju i 5143 km u apogeju. Orbitna inklinacija bila mu je 64,86°. Spacetrackov kataloški broj je 24781. COSPARova oznaka je 1995-008-G. Zemlju je obilazio u 94,45 minuta. U atmosferu je ušao ponovo 27. studenoga 1998. godine.
Drugome komadu satelita, vrste ESO, SS 2, orbita je bila 463 km u perigeju i 514 km u apogeju. Orbitna inklinacija bila mu je 65,84°. Spacetrackov kataloški broj je 24782. COSPARova oznaka je 1995-008-H. Zemlju je obilazio u 94,38 minuta. U atmosferu je ušao ponovo 13. studenoga 1998. godine.
Trećemu komadu satelita, vrste ESO, SS 3, orbita je bila 453 km u perigeju i 515 km u apogeju. Orbitna inklinacija bila mu je 65,86°. Spacetrackov kataloški broj je 24783. COSPARova oznaka je 1995-008-J. Zemlju je obilazio u 94,28 minuta. U atmosferu je ušao ponovo 20. listopada 1998. godine.
Četvrtomu komadu satelita, vrste ESO, SS 4, orbita je bila 448 km u perigeju i 513 km u apogeju. Orbitna inklinacija bila mu je 65,83°. Spacetrackov kataloški broj je 24784. COSPARova oznaka je 1995-008-K. Zemlju je obilazio u 94,22 minute. U atmosferu je ušao ponovo 3. listopada 1998. godine.
Petomu komadu satelita, vrste ESO, SS 5, orbita je bila 458 km u perigeju i 513 km u apogeju. Orbitna inklinacija bila mu je 65,87°. Spacetrackov kataloški broj je 24785. COSPARova oznaka je 1995-008-L. Zemlju je obilazio u 94,32 minute. U atmosferu je ušao ponovo 2. studenoga 1998. godine.
Šestomu komadu satelita, vrste ESO, SS 6, orbita je bila 458 km u perigeju i 513 km u apogeju. Orbitna inklinacija bila mu je 65,83°. Spacetrackov kataloški broj je 24789. COSPARova oznaka je 1995-008-M. Zemlju je obilazio u 94,32 minute. U atmosferu je ušao ponovo 3. studenoga 1998. godine.
Sedmomu komadu satelita, vrste ESO, SS 7, orbita je bila 195 km u perigeju i 208 km u apogeju. Orbitna inklinacija bila mu je 65,80°. Spacetrackov kataloški broj je 26584. COSPARova oznaka je 1995-008-N. Zemlju je obilazio u 88,52 minute. U atmosferu je ušao ponovo 25. listopada 2000. godine.
Osmomu komadu satelita, vrste ESO, SS 8, orbita je bila 216 km u perigeju i 242 km u apogeju. Orbitna inklinacija bila mu je 65,84°. Spacetrackov kataloški broj je 26585. COSPARova oznaka je 1995-008-P. Zemlju je obilazio u 89,08 minute. U atmosferu je ušao ponovo 28. listopada 2000. godine.
Devetomu komadu satelita, vrste ESO, SS 9, orbita je bila 178 km u perigeju i 185 km u apogeju. Orbitna inklinacija bila mu je 65,84°. Spacetrackov kataloški broj je 26586. COSPARova oznaka je 1995-008-Q. Zemlju je obilazio u 88,12 minuta. U atmosferu je ušao ponovo 27. listopada 2000. godine.
Desetomu komadu satelita, vrste ESO, SS 10, orbita je bila 199 km u perigeju i 223 km u apogeju. Orbitna inklinacija bila mu je 65,81°. Spacetrackov kataloški broj je 26587. COSPARova oznaka je 1995-008-R. Zemlju je obilazio u 88,71 minutu. U atmosferu je ušao ponovo 27. listopada 2000. godine.
Jedanaestomu komadu satelita, vrste ESO, SS 11, orbita je bila 182 km u perigeju i 191 km u apogeju. Orbitna inklinacija bila mu je 65,80°. Spacetrackov kataloški broj je 26588. COSPARova oznaka je 1995-008-S. Zemlju je obilazio u 88,22 minute. U atmosferu je ušao ponovo 27. listopada 2000. godine.
Dvanaestomu komadu satelita, vrste ESO, SS 12, orbita je bila 172 km u perigeju i 185 km u apogeju. Orbitna inklinacija bila mu je 65,81°. Spacetrackov kataloški broj je 26589. COSPARova oznaka je 1995-008-T. Zemlju je obilazio u 88,06 minuta. U atmosferu je ušao ponovo 27. listopada 2000. godine.
Trinaestomu komadu satelita, vrste ESO, SS 13, orbita je bila 102 km u perigeju i 207 km u apogeju. Orbitna inklinacija bila mu je 65,77°. Spacetrackov kataloški broj je 26592. COSPARova oznaka je 1995-008-U. Zemlju je obilazio u 88,57 minuta. U atmosferu je ušao ponovo 29. listopada 2000. godine.
Četrnaestomu komadu satelita, vrste ESO, SS 14, orbita je bila 125 km u perigeju i 138 km u apogeju. Orbitna inklinacija bila mu je 65,82°. Spacetrackov kataloški broj je 26593. COSPARova oznaka je 1995-008-V. Zemlju je obilazio u 87,11 minuta. U atmosferu je ušao ponovo 29. listopada 2000. godine.
Petnaestomu komadu satelita, vrste ESO, SS 15, orbita je bila 133 km u perigeju i 160 km u apogeju. Orbitna inklinacija bila mu je 65,80°. Spacetrackov kataloški broj je 26594. COSPARova oznaka je 1995-008-W. Zemlju je obilazio u 87,41 minuta. U atmosferu je ušao ponovo 29. listopada 2000. godine.
Šesnaestomu komadu satelita, vrste ESO, SS 16, orbita je bila 157 km u perigeju i 161 km u apogeju. Orbitna inklinacija bila mu je 65,80°. Spacetrackov kataloški broj je 26595. COSPARova oznaka je 1995-008-X. Zemlju je obilazio u 87,66 minuta. U atmosferu je ušao ponovo 29. listopada 2000. godine.
Sedamnaestomu komadu satelita, vrste ESO, SS 17, orbita je bila 122 km u perigeju i 176 km u apogeju. Orbitna inklinacija bila mu je 65,84°. Spacetrackov kataloški broj je 26596. COSPARova oznaka je 1995-008-Y. Zemlju je obilazio u 87,46 minuta. U atmosferu je ušao ponovo 29. listopada 2000. godine.
Osamnaestomu komadu satelita, vrste ESO, SS 18, orbita je bila 148 km u perigeju i 192 km u apogeju. Orbitna inklinacija bila mu je 65,82°. Spacetrackov kataloški broj je 26597. COSPARova oznaka je 1995-008-Z. Zemlju je obilazio u 87,88 minuta. U atmosferu je ušao ponovo 29. listopada 2000. godine.
Devetnaestomu komadu satelita, vrste ESO, SS 19, orbita je bila 124 km u perigeju i 153 km u apogeju. Orbitna inklinacija bila mu je 65,82°. Spacetrackov kataloški broj je 26598. COSPARova oznaka je 1995-008-AA. Zemlju je obilazio u 87,25 minuta. U atmosferu je ušao ponovo 29. listopada 2000. godine.

## Vanjske poveznice
- N2YO.com Search Satellite Database
- Celes Trak SATCAT Format Documentation (engl.)
- Kunstman  Arhivirana inačica izvorne stranice od 12. kolovoza 2019. (Wayback Machine) Satellites in Orbit (engl.)